# Avi Kornick

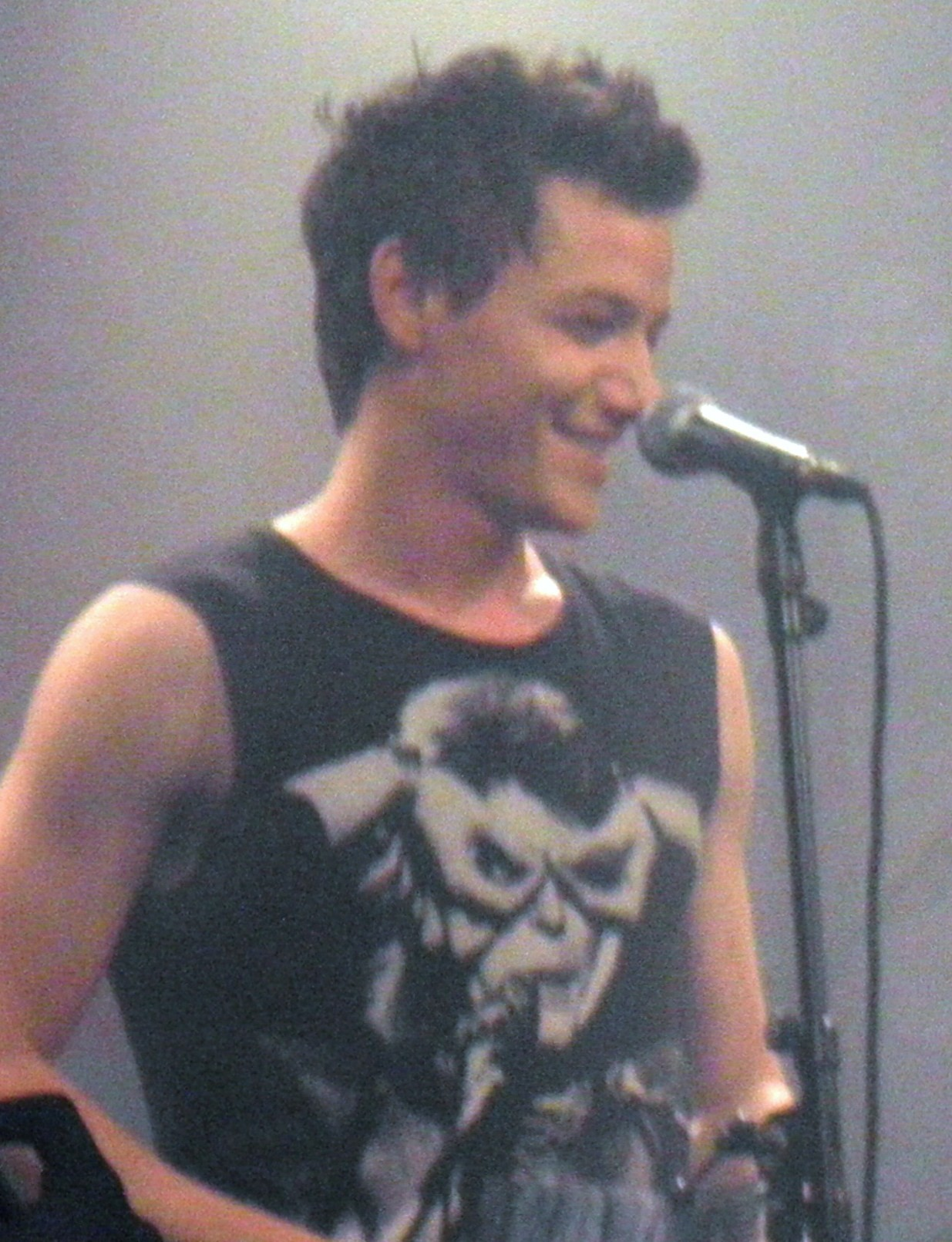
Avi Kornick

Avraham "Avi" Kornick (hebräisch אברהם (אבי) קורניק; * 2. Mai 1983 in Tel Aviv, Israel) ist ein israelischer Schauspieler.

## Leben und Karriere
Kornick wurde am 2. Mai 1983 in Tel Aviv geboren. Er besuchte die Alliance High School. Im Alter von 14 Jahren begann er mit der Schauspielerei und trat in mehreren Fernsehwerbespots auf. Mit 18 wollte er an der New York University studieren, doch seine Mutter erkrankte an Krebs, sodass er in Israel blieb. Ein Jahr später starb seine Mutter.
Von 2005 bis 2007 bekam er in der Serie HaShminiya eine Hauptrolle. Außerdem spielte er 2007 in Bubot mit. Zwischen 2009 und 2012 war Kornick in Split zu sehen. Unter anderem wurde er für den Film Hahataim gecastet. 2020 setzte er seine Karriere in dem Film Film Sheifa Lehaim fort.

## Filmografie (Auswahl)
Filme
- 2008: Maftir
- 2016: Hahataim
- 2020: Sheifa Lehaim

Serien
- 2005–2007: HaShminiya
- 2007–2008: Bubot
- 2009–2012: Split